# Верхнесилезский промышленный район
Верхнесилезский промышленный район (пол. Górnośląski Okręg Przemysłowy, GOP) — городская агломерация в Верхней Силезии и западной Малой Польше, сосредоточенная вокруг города Катовице в Силезском воеводстве. Крупнейшая агломерация Польши, превосходящая столичную.
Население района составляет ~2 млн человек, вместе с Рыбникским угольным бассейном, где проживает 0,7 млн человек, оба региона относятся к Верхнесилезскому угольному бассейну. Все вместе они занимают площадь 3200 км2, с общим населением около 2 700 000 человек.

## География
Верхнесилезский промышленный район расположен в исторических областях Верхняя Силезия и Домбровский бассейн, в южной Польше, в междуречье Вислы и Одера.

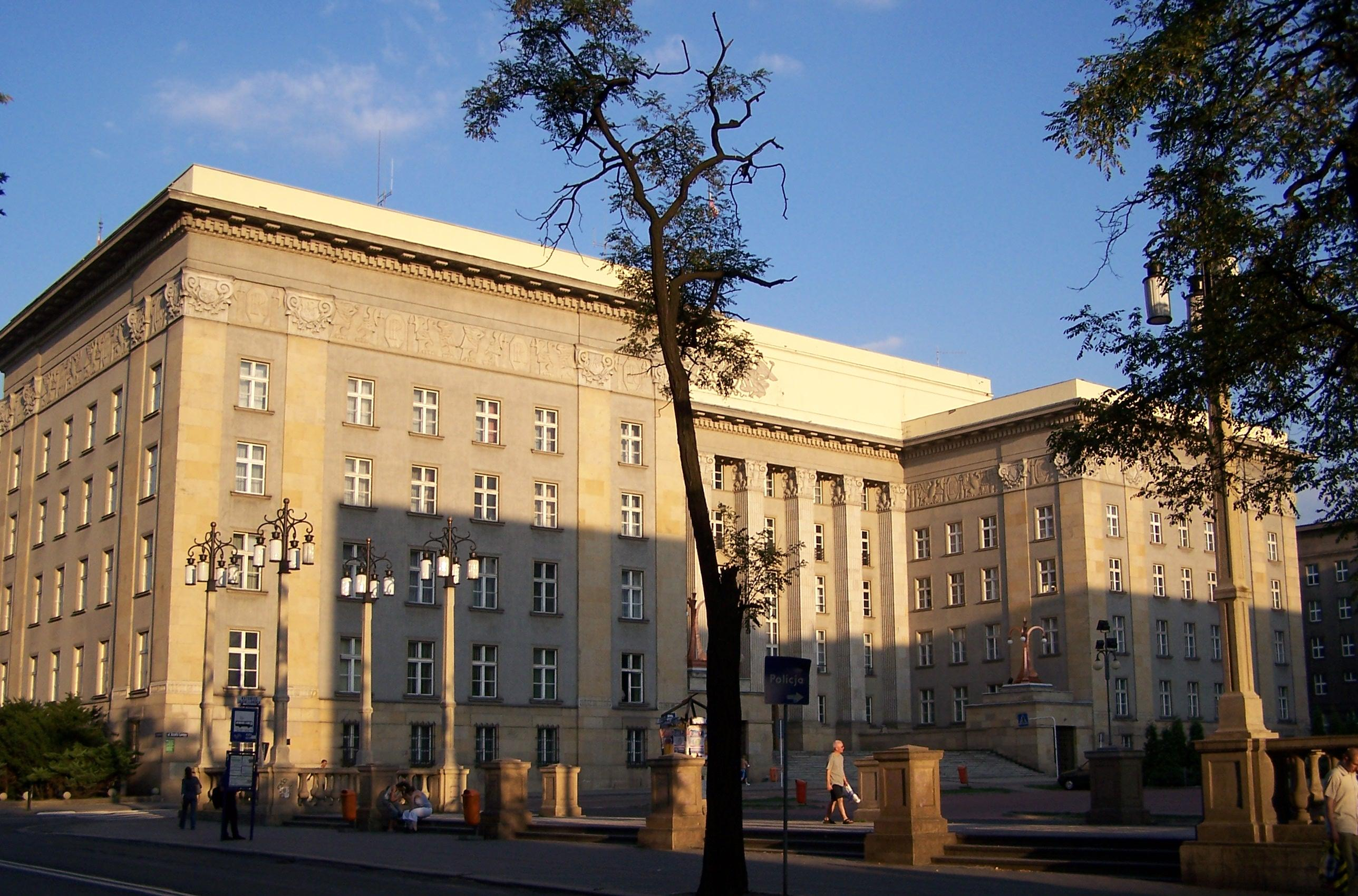
Катовице, Силезский парламент

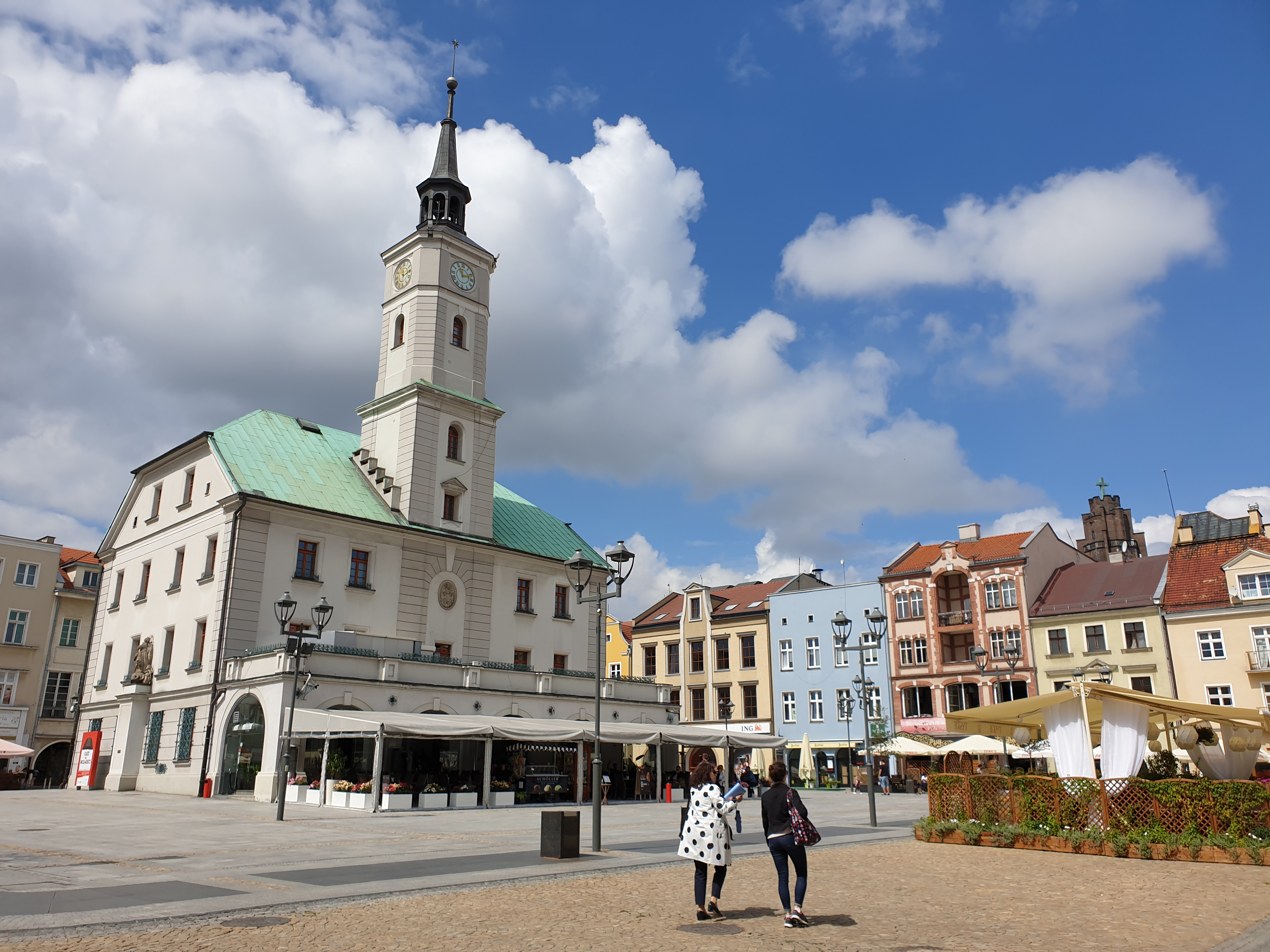
Гливице

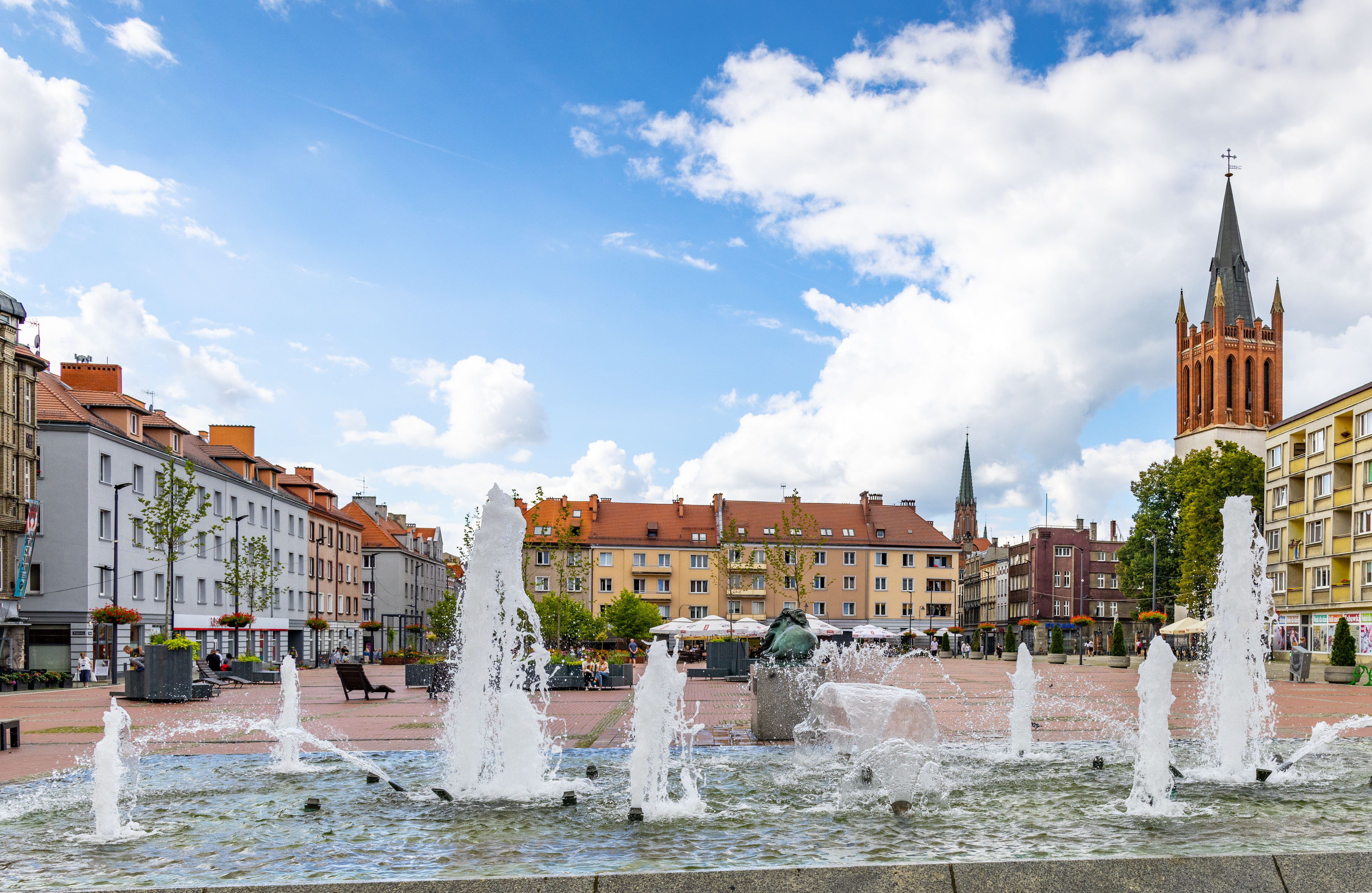
Рыночная площадь в Бытоме

### Климат
Климат области — умеренно континентальный, влажный. Среднегодовая температура равняется 8° С (средние температурные величины −1,7 °C в январе и 17,7 °C в июле). Среднегодовое количество осадков составляет 750 мм, наиболее дождливый месяц — июль.

### Основные населённые пункты
| Города             | Население на 1990 год (чел.) | Население на 2020 год (чел.) | Площадь (км²) |
| ------------------ | ---------------------------- | ---------------------------- | ------------- |
| Катовице           | 366 798                      | 291 774                      | 164,60        |
| Сосновец           | 259 353                      | 199 974                      | 91,26         |
| Гливице            | 214 202                      | 178 603                      | 134,20        |
| Забже              | 205 789                      | 172 360                      | 80,47         |
| Бытом              | 231 206                      | 165 263                      | 69,32         |
| Руда-Слёнска       | 171 034                      | 137 360                      | 77,70         |
| Тыхы               | 191 723                      | 127 590                      | 82,63         |
| Домброва-Гурнича   | 137 000                      | 119 373                      | 188,00        |
| Хожув              | 131 902                      | 107 807                      | 33,50         |
| Явожно             | 99 547                       | 91 115                       | 152,20        |
| Мысловице          | 93 748                       | 74 618                       | 66,00         |
| Семяновице-Слёнске | 81 123                       | 66 841                       | 25,50         |
| Бендзин            | 75 400                       | 56 354                       | 37,20         |
| Пекары-Слёнске     | 68 502                       | 55 030                       | 39,60         |
| Свентохловице      | 60 504                       | 49 557                       | 13,22         |
| Кнурув             | ?                            | 38 112                       | 34,20         |
| Челядзь            | ?                            | 31 405                       | 17,00         |
| Итого              | 2 387 831+                   | 1 964 136                    | 1304          |

## Транспорт

### Общественный транспорт

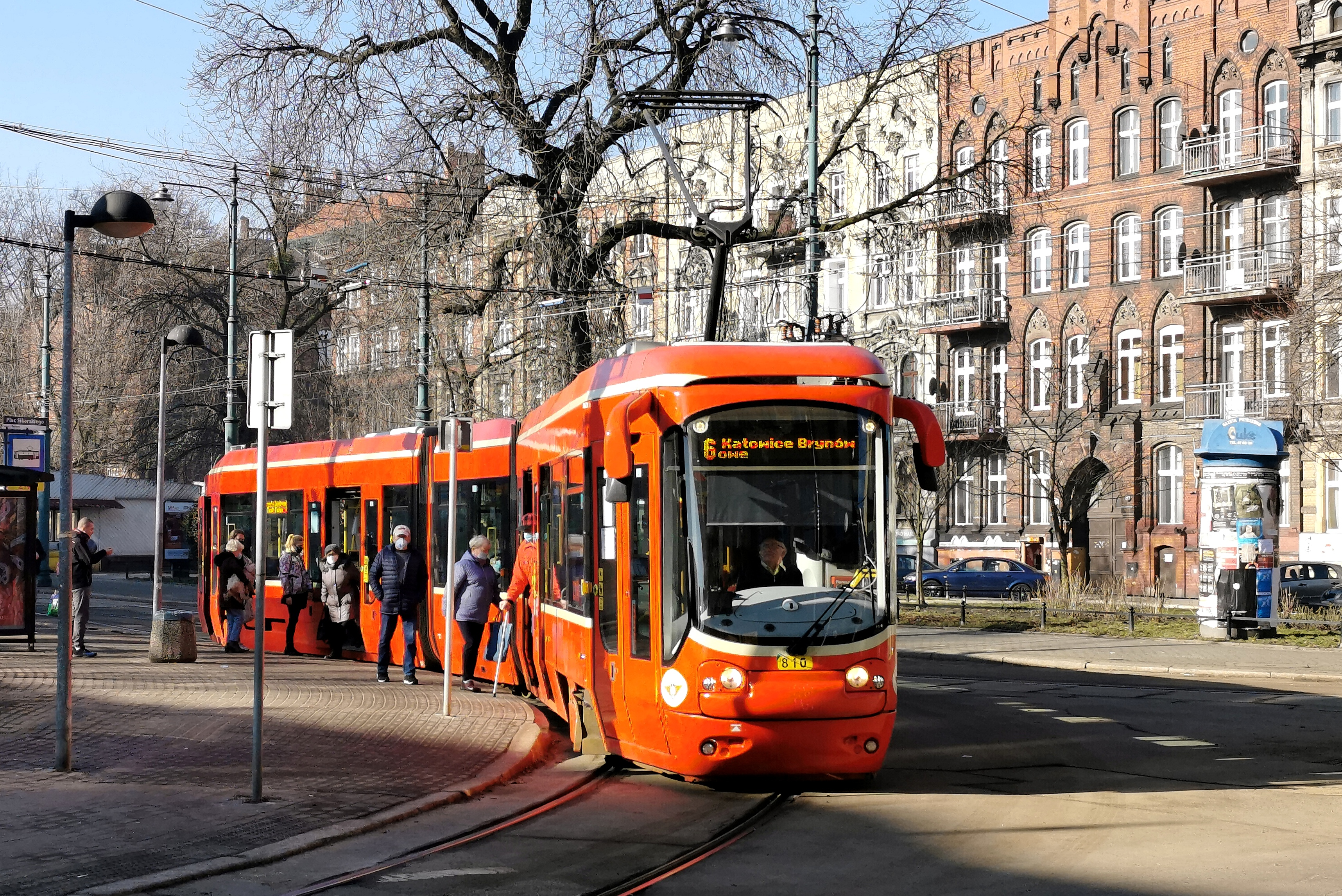
Трамвай Катовице — Хожув — Бытом

Транспортная система региона, представленная четырьмя видами транспорта — автобусы, трамваи, троллейбусы и электрички, сведена в Коммунальный союз сообщений Верхнесилезского промышленного района (пол. Komunikacyjny Związek Komunalny Górnośląskiego Okręgu Przemysłowego, KZK GOP). Кроме того, перевозками занимаются частные компании и государственные железные дороги.
Трамваи
Трамвайное сообщение Верхней Силезии — одна из крупнейших трамвайных систем в мире, существует с 1894 года. Система простирается более чем на 50 километров (с востока на запад) и охватывает 13 городов (главный город района Катовице, Бендзин, Бытом, Хожув, Челядзь, Домброва-Гурнича, Гливице, Мысловице, Руда-Слёнска, Семяновице-Слёнске, Сосновец, Свентохловице и Забже) и их предместья.

### Дороги
- Автомагистраль A1 (Чехия — Катовице — Труймясто / Балтийское море)
- Автомагистраль A4 (Германия — Катовице — Украина)

- Европейский маршрут E40 (Франция — Бельгия — Германия — Катовице — Украина — Россия — Узбекистан — Казахстан)
- Европейский маршрут E75 (Норвегия — Финляндия — Катовице — Словакия — Венгрия — Сербия — Республика Македония — Хорватия — Крит)
- Европейский маршрут E462 (Чехия — Катовице)

### Аэропорты
Район обслуживается международным аэропортом Катовице-Пыжовице, расположенным примерно в 30 километрах от центра Катовице. Ежедневно выполняется более 20 международных и внутренних рейсов, ежегодный пассажиропоток постоянно растёт. В 2005 году было перевезено 1,1 млн человек, в 2006 году — 1,4 млн пассажиров, а в 2007 году эта цифра возросла почти до двух миллионов.
Из-за большого расстояния от центра города существует предложение перестроить спортивный аэродром Катовице-Муховец в аэропорт ориентированный на внутренние рейсы либо международные грузовые перевозки.

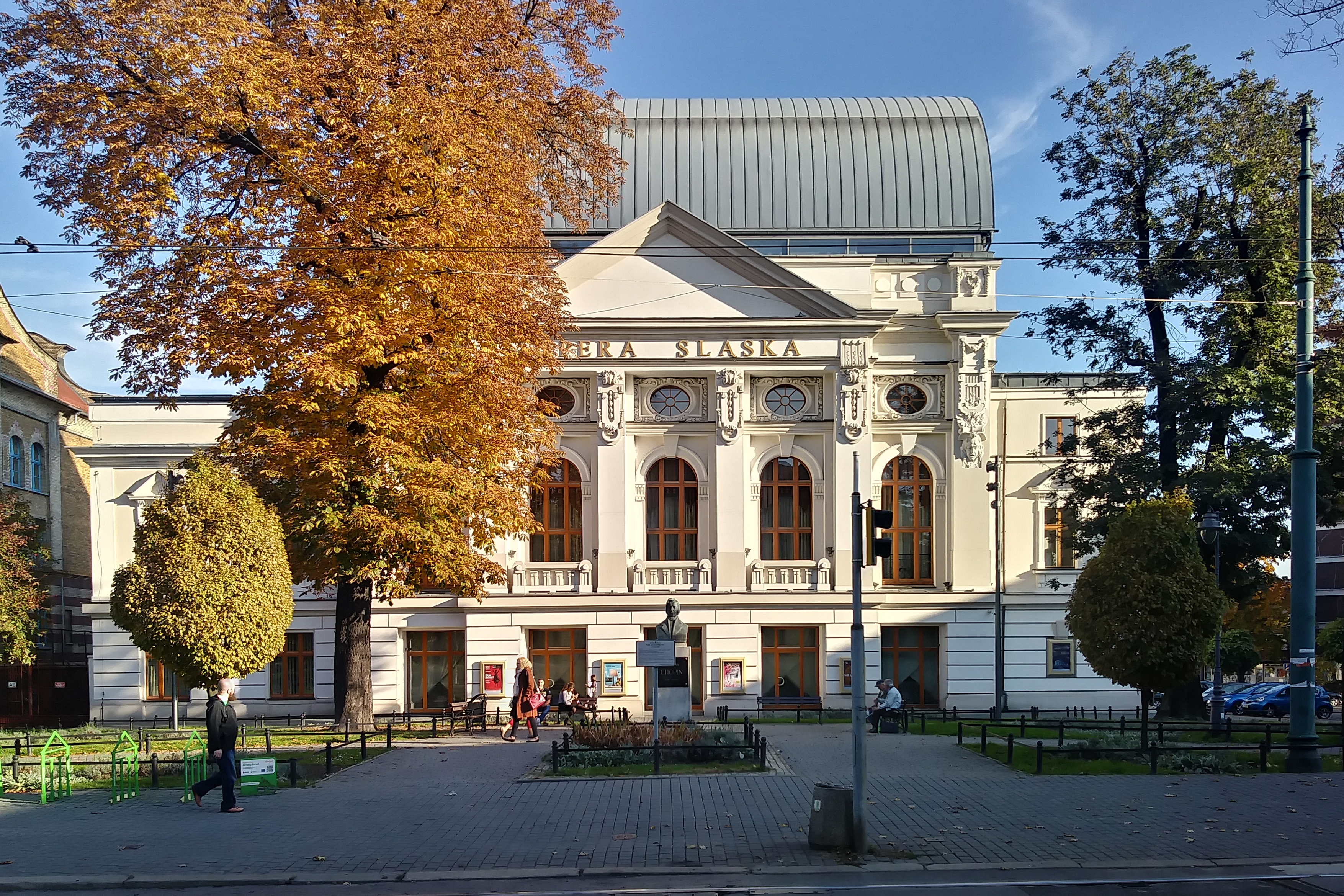
Бытом, Силезская опера

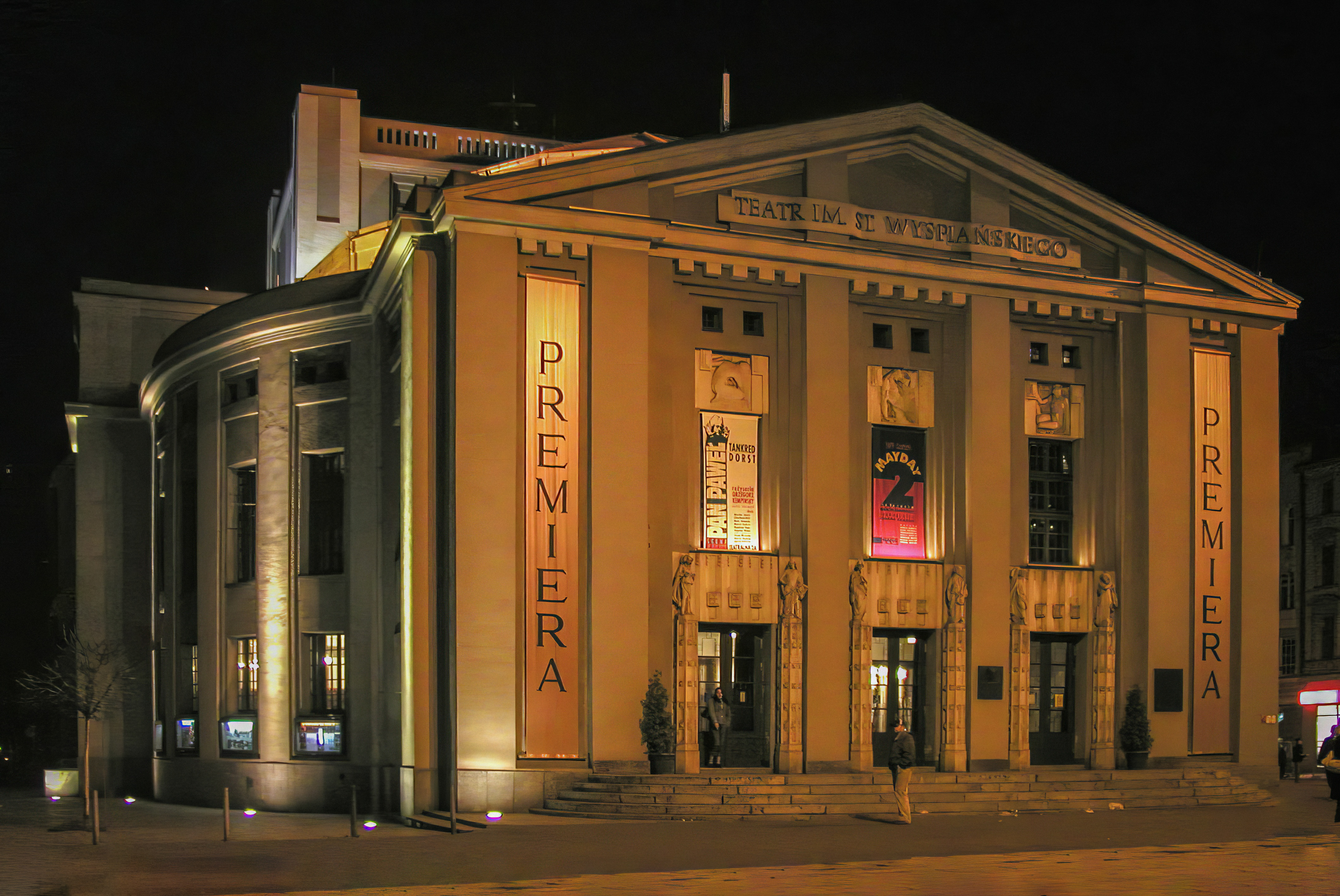
Катовице, Силезский театр

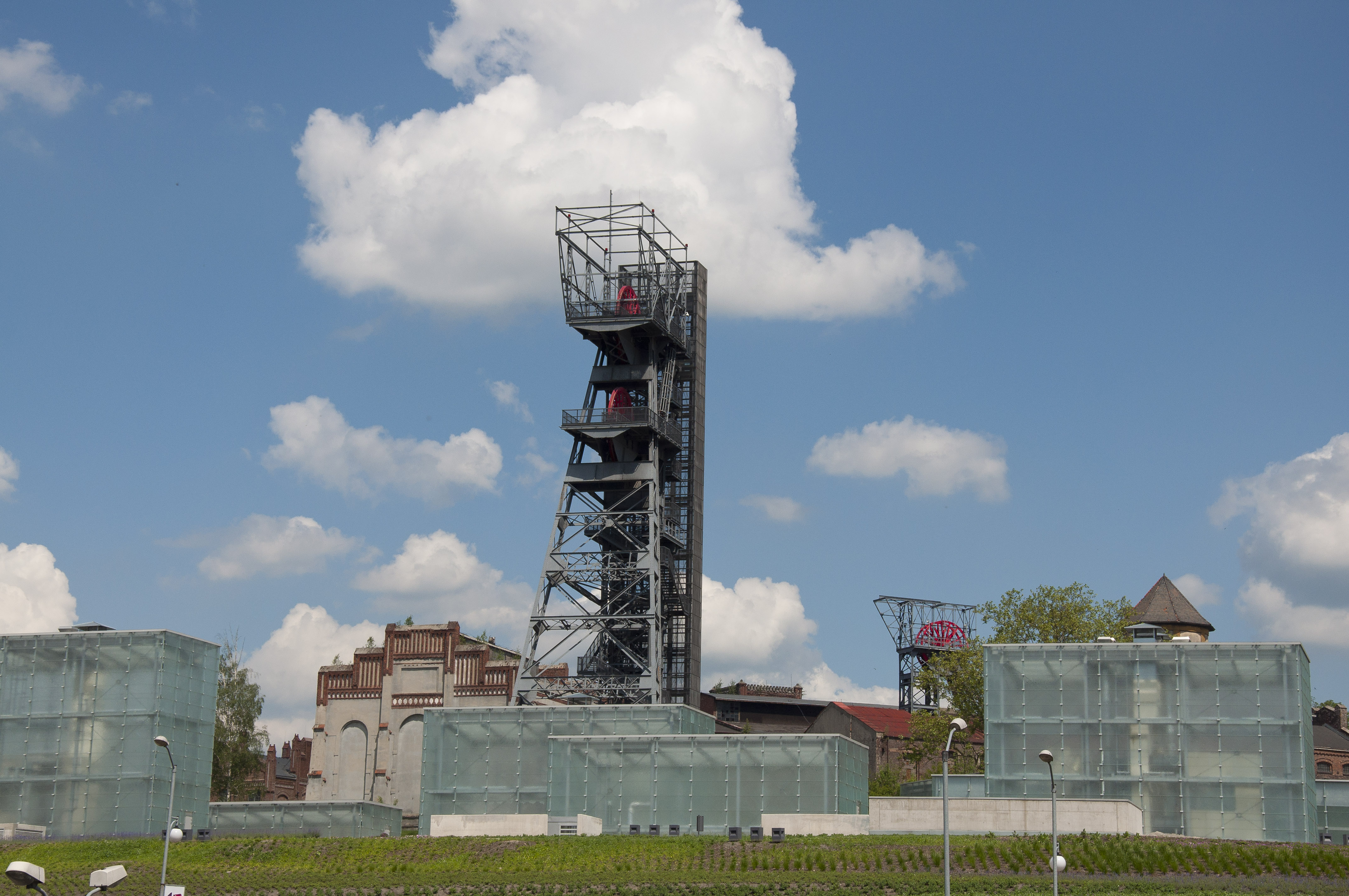
Катовице, Силезский музей

### Железные дороги
Первая железная дорога в этой области была проложена в 1846 году, ей стала Верхнесилезская железная дорога (пол. Kolej Górnośląska; нем. Oberschlesische Eisenbahn). Сегодня Катовице является одним из главных железнодорожных узлов в Силезии и в Польше.
Помимо железных дорог европейского стандарта ширины колеи, по территории региона пролегает Польская ширококолейная металлургическая линия. Будучи построенной в 1979 году, она используется только для перевозки промышленных грузов, преимущественно железной руды и угля.

### Речной транспорт
В районе имеется также сеть водных каналов, используемых как для перевозки грузов так и для развлекательных туров. Грузооборот порта Гливице составляет около 2 млн тонн в год. Посредством таких транспортных артерий как Гливицкий канал, Гливицкий порт соединяется с Одером, сетью немецких каналов и Балтийским морем. Клодницкий канал, построенный ещё в конце XVIII века, для транспортировки товаров уже не используется, но весьма популярен в качестве туристического маршрута.

## Образование
Верхнесилезский промышленный район является одним из крупнейших научных центров в Польше. В регионе находятся около полусотни высших учебных заведений, в которых обучаются порядка 250 тысяч студентов. Наиболее крупными университетами считаются Силезский университет в Катовице и Силезский технический университет «Силезская политехника» в Гливице.